# 4S牧場 (加利福尼亞州)
4S牧場（英語：4S Ranch）是位於美國加利福尼亞州聖地牙哥縣的一個非建制地區。該地的面積和人口皆未知。

## 地理
4S牧場的座標為33°01′03″N 117°06′42″W / 33.01750°N 117.11167°W，而該地的平均海拔高度為200米（即656英尺）。